# تعامل قوی
تعامل قوی (انگلیسی: Strong reciprocity) حوزه‌ای است که در اقتصاد رفتاری، روان‌شناسی فرگشتی و انسان‌شناسی فرگشتی در زمینه تمایل به همکاری حتی زمانی که هیچ فایده‌ای از انجام آن وجود ندارد، تحقیق می‌شود.